# Karin Spoof
Katarina (Karin) Augusta Spoof, född 3 juni 1880 i Åbo, död där 16 februari 1967, var en finländsk läkare.
Spoof, som var dotter till stadsläkare Axel Reinhold Spoof och Matilda Catharina Conradi, blev student 1900, avlade mediko-filosofisk examen vid Uppsala universitet 1904, blev medicine kandidat vid Karolinska Institutet i Stockholm 1910 och medicine licentiat vid Kejserliga Alexanders Universitetet i Finland i Helsingfors 1916. Hon företog studieresor till Stockholm, Italien, Schweiz och USA. Hon var assistentläkare vid Maria sjukhus medicinska avdelning 1916–1919, kommunläkare i Juupajoki, i Övermark, Pörtom och Korsnäs 1919–1920 samt innehade privatpraktik i Åbo från 1921 och tjänstgjorde på fysikalisk-terapeutiska institutet i Åbo 1921–1943.
Spoof var biträdande lärare vid Maria sjukhus sjuksköterskeskola 1917–1919, tillförordnad distriktsläkare i Åbo somrarna 1921–1930, biträdande lärare vid Åbo länssjukhus sjuksköterskeskola 1930–1940, bedrev föreläsningsverksamhet vid arbetarinstitutet i Åbo och var  föreståndare för Samfundet Folkhälsans mentalhygieniska byrå i Åbo 1941–1957, i Helsingfors 1942–1944, i Pargas 1942–1957, i Karis och åtta andra kommuner i västra Nyland 1944–1952, barnträdgårds- eller skolläkare 1928–1960, läkare vid stiftelsen Hemmet 1942–1961 samt vid Högsand sanatorium 1914, 1915, 1917 och 1941–1942.
Spoof var ordförande i Kvinnosaksförbundet Unionens Åbo-filial på 1920- och 1930-talen, i Barnens Väl 1939–1950, i Åbo läkarförening 1929–1930 och 1954–1955, i Svenska flickskolans i Åbo föräldraråd 1939–1958, viceordförande i stiftelsen Fredrikahemmet 1925–1960, ordförande i Svenska Kvinnoförbundets Åbo-filial 1941–1942, i styrelsen för Högsand sanatorium 1944–1950, ordförande och föreståndare för Nordiska hjälpcentralens för Finland Åbo-avdelning 1939–1940. Hon var ordförande i Svenska folkpartiets kretsstyrelse för Åboland 1948–1954, medlem i dess verkställande centralstyrelse 1948–1954, deltog som elektorsuppleant i presidentvalet 1943 och var medlem av Åbo stadsfullmäktige 1923–1931. Hon blev hedersledamot i Åbo-Unionen 1955, Samfundet Folkhälsan i Åboland 1957, Åbo Läkarförening 1960 och i Stiftelsen Fredrikahemmet i Åbo 1961.